# Aleš Hojs
Aleš Hojs (* 12. prosince 1961 Lublaň) je slovinský politik.

## Životopis
Narodil se v Lublani, v roce 1988 ukončil studium na Fakultě architektury, stavební a geodézie Univerzity v Lublani. V oboru zůstal i po skončení studia, nejprve působil ve slovinské národní správě cest, poté v roce 1990 začal pracovat jako projektant ve společnosti GIVO. V letech 1981 až 1991 byl záložníkem Teritoriální obrany.
V letech 1992 až 2006 působil v řídících funkcích ve společnosti Javno podjetje Vodovod-Kanalizacija. Následně, do r. 2010, působil ve společnosti DARS, jež spravuje slovinskou dálniční síť, a měl na starost údržbu a mýtný systém. V roce 2007 byl jediným členem vedení DARSu, kterého nenavrhl tehdejší ministr Radovan Žerjav odvolat. V letech 2010 až 2012 byl prokuristou a technickým ředitelem společnosti Kranjska investicijska družba.
V  únoru 2012 se stal ministrem obrany ve druhém Janšově kabinetu. Při projednávání v orgánech Státního shromáždění v otázce své nezkušenosti v oboru uváděl, že jako člen vedení DARSu má zkušenosti s civilní agendou ministerstva obrany.